# Saint-Bonnet-de-Mure
Saint-Bonnet-de-Mure ist eine französische Gemeinde mit 6988 Einwohnern (Stand: 1. Januar 2022) im Département Rhône in der Region Auvergne-Rhône-Alpes. Saint-Bonnet-de-Mure liegt im Arrondissement Lyon und ist Teil des Kantons Genas. Die Einwohner werden Murois genannt.

## Geographie
Saint-Bonnet-de-Mure liegt etwa 15 Kilometer östlich von Lyon.

## Nachbargemeinden
Umgeben wird Saint-Bonnet-de-Mure von den Nachbargemeinden Genas im Norden, Colombier-Saugnieu im Nordosten (mit dem Flughafen Lyon Saint-Exupéry), Saint-Laurent-de-Mure im Osten, Saint-Pierre-de-Chandieu im Süden und Saint-Priest im Westen.

## Bevölkerungsentwicklung
| Jahr                       | 1962 | 1968 | 1975 | 1982 | 1990 | 1999 | 2006 | 2011 |
| Einwohner                  | 860  | 1322 | 2363 | 3206 | 4604 | 5597 | 6094 | 6724 |
| Quellen: Cassini und INSEE |      |      |      |      |      |      |      |      |

## Gemeindepartnerschaft
Mit der deutschen Gemeinde Hungen in Hessen besteht seit 1988 eine Gemeindepartnerschaft.

## Verkehr
Durch die Gemeinde führt die Autoroute A43.